# 15. armada (Wehrmacht)
Za druge 15. armade glejte 15. armada.
15. armada (izvirno nemško 15. Armee) je bila armada v sestavi Heera (Wehrmacht) med drugo svetovno vojno.

## Vojna služba
| Datum                       | Nadrejeno poveljstvo    | Področje (vir) |
| februar - maj 1941          | Oberkommando des Heeres | Zahodna fronta |
| maj 1941 - maj 1944         | Armadna skupina D       | Zahodna fronta |
| maj - december 1944         | Armadna skupina B       | Zahodna fronta |
| december 1944 - januar 1945 | Armadna skupina H       | Zahodna fronta |
| januar - maj 1945           | Armadna skupina B       | Zahodna fronta |

## Organizacija

### Stalne enote
- Armee-Nachrichten-Regiment 509
- Kommandeur der Armee-Nachschubtruppen 590

### Dodeljene enote
1. maj 1941
- XXXXII. Armeekorps
- LX. Armeekorps
- XXXVIII. Armeekorps
- XXXII. Armeekorps
- XXXVII. Armeekorps
- XXIII. Armeekorps

4. december 1941
- LX. Armeekorps
- XXII. Armeekorps
- XXXVII. Armeekorps

8. junij 1942
- LXXXI. Armeekorps
- LXXXII. Armeekorps

9. april 1943
- LXXXI. Armeekorps
- LXXXII. Armeekorps
- LXXXIX. Armeekorps

5. september 1943
- LXXXI. Armeekorps
- LXXXII. Armeekorps
- LXXXIX. Armeekorps

11. maj 1944
- LXXXI. Armeekorps
- LXVII. Armeekorps
- LXXXII. Armeekorps
- LXXXIX. Armeekorps
- 19. Luftwaffen-Feld-Division
- 84. pehotna divizija
- 85. pehotna divizija
- 182. pehotna divizija
- 326. pehotna divizija
- 346. pehotna divizija

13. oktober 1944
- LXXXIX. Armeekorps
- LXVII. Armeekorps
- LXXXVIII. Armeekorps

12. april 1945
- LXXXI. Armeekorps
- LXXIV. Armeekorps

## Poveljstvo
Poveljnik
- Generalpolkovnik Curt Haase (15. februar 1941–30. november 1942)
- Generalpolkovnik Heinrich von Vietinghoff (1. december 1942–1. avgust 1943)
- Generalpolkovnik Hans von Salmuth (1. avgust 1943–25. avgust 1944)
- General pehote Gustav-Adolf von Zangen (25. avgust 1944–april 1945)